# Der Retorten-Goliath
Der Retorten-Goliath (Originaltitel: The Strongest Man in the World) ist eine US-amerikanische Filmkomödie aus dem Jahr 1975. In der Schweiz und in Österreich ist der Film auch unter dem Titel Der stärkste Mann der Welt bekannt.

## Handlung
Dean Higgins steht kurz davor, wegen finanziellen Missmanagements seinen Posten am Medfield College zu verlieren. Um innerhalb von 30 Tagen sein Budget in Ordnung zu bringen, um nicht entlassen zu werden, überprüft er einzelne Forschungsprojekte seiner Professoren und Studenten. Er ist entsetzt, als er von Professor Quigleys Versuchen erfährt, die magere Kuh Ruthy Bell mit Hilfe von Vitaminen zu mästen. Die Kosten für das Projekt scheinen ihm zu hoch, weswegen er Quigley im Streit entlässt und beim Verlassen des Raumes derart heftig mit der Tür knallt, dass eine Chemikalie in die Versuchsanordnung gerät, die eine spezielle Säure entstehen lässt, die wiederum in die vitaminreichen Cornflakes fließt. Zwar merkt der Student Dexter Riley, was passiert ist, aber er kann sich keinen Reim darauf machen, weswegen er nur eine Probe der Säure sichert, während der Student Richard Schuyler die Cornflakes mit nach Hause nimmt.
Am nächsten Morgen isst Dexter von den Cornflakes und muss sie bereits nach dem ersten Bissen wieder wegstellen, da sie ihm zu sauer schmecken. Zwar spürt er eine Veränderung, aber er kann sich nicht erklären, worum es sich handelt. Beim Schnürsenkelbinden zerreißt er die Bänder, beim Schließen der Haustür reißt er den Türgriff ab, als er sich an eine Laterne anlehnt, knickt diese um und als er beim Basketballspiel ein Dunking macht, zerstört er den Korb. Dexter ist superstark geworden. Schnell rufen die Studenten Quigley und Higgins zusammen und erklären, dass Quigleys Formel zur Stärkung ein absoluter Erfolg sei. Higgins stellt daraufhin Quigley wieder am College ein und stellt sich vor, welches Geld er damit verdienen könnte. Also macht er bei dem Cornflakeshersteller Crumply Crunch einen Termin und führt die Cornflakes und die Kraft, die man damit gewinnt vor. Die Vorsitzende Harriet ist absolut begeistert und sieht endlich die Möglichkeit gekommen, ihrem größten Rivalen, dem Frühstücksflockenkonzern Krinkle Cereals eins auszuwischen, weswegen sie einen gesponserten Gewichtheberwettbewerb zwischen dem Medfield College und dem Landesmeistern der State U vorschlägt. Ohne zu ahnen, worauf sie sich einlassen, stimmt Krinkle zu.
Allerdings hat er mit Harry, dem Neffen von Harriet, einen Industriespion bei Crumply Crunch, der ihnen von Quigleys Formel erzählt. Krinkle ist entsetzt und fordert von Harry, dass dieser die Formel besorge. Daher macht sich Harry auch auf, um A. J. Arno und dessen Gehilfen Cookie, die beide gerade frisch aus dem Gefängnis entlassen wurden, anzuheuern, die Formel zu stehlen. Nachdem dies allerdings scheitert, entführen sie Schuyler, der ihnen unter Hypnose die Formel verrät. Krinkle probiert die Formel schnellstmöglich aus und muss schmerzhaft feststellen, dass sie nicht funktioniert. Doch anstatt sauer darüber zu sein, dass sie nicht funktioniert, stellt er fest, dass sie für das gegnerische Team auch nicht wirkt, weswegen sein Gewinnerteam aus Gewichthebern gegen die Schwächlinge vom Medfield College niemals verlieren können; und das auch noch vor der ganzen Fernsehnation.
Am Tag des Wettkampfes stellt auch Dexter fest, dass die Formel nicht wirkt, sondern es die Säure war, die ihm und Higgins die Kraft verlieh. Während seine Mitstudenten nach und nach gegen die durchtrainierten Gewichtheber verlieren und sich blamieren, macht sich Dexter zum Labor auf, wo er die Säure ablegte. Allerdings wird er dort von Arnos Leuten aufgehalten, sodass er einen Schluck aus der Pulle nehmen muss, um all die Gauner auszuschalten. Über Radio hört er, dass der Wettkampf als verloren gilt, wenn er nicht innerhalb der nächsten vier Minuten 1111 Pfund an Gewicht heben kann. Also eilt er so schnell es geht zum Wettkampfort, wo er feststellen muss, dass die Substanz ihre Wirkung verloren hat. Mit dem letzten Schluck der Chemikalie schafft er es, dass in letzter Sekunde der Wettbewerb für das Medfield College gewonnen wird.

## Kritik
„Der Retorten-Goliath ist eine Disney-Komödie, die auf einer Zauberformelgeschichte basiert, die das Unternehmen durch gute (Der fliegende Pauker) und weniger gute (Superhirn in Tennisschuhen) Filme bereits präsentierte. Der neue Film […] ist bei weitem nicht so lustig wie der erste, aber viel besser als der zweite.“

„Harmlose Familienunterhaltung aus dem Hause Disney“

„Disney-Komödie mit Humor, aber wenig Biß“

„Wenn solche Mittelchen nicht nur für die Muskeln, sondern auch fürs Gehirn gut wären: die solche Filme machen, könnten eine Menge davon vertragen.“

„Kaum ein Film, der den Wunschtraum vom Einmal-Superman-Sein zum Inhalt hat, dürfte dermaßen langweilig und einfältig dahergeflimmert kommen wie dieses Produkt aus Disneys Synthetik-Factory.“

## Hintergrund
Nach Superhirn in Tennisschuhen (1969) und Es kracht – es zischt – zu seh’n ist nischt (1972) ist dies der dritte und letzte Film, in dem Dexter Riley vorkommt.
Kurz nach den Dreharbeiten ertrank der Schauspieler Joe Flynn infolge eines Herzinfarktes in seinem Pool in Beverly Hills.

## Veröffentlichung
Nachdem der Film am 6. Februar 1975 in die US-Kinos kam, startete er in Westdeutschland am 5. Februar 1981. Der Film wurde in Deutschland 1984 von Walt Disney Home Video auf VHS veröffentlicht, eine DVD ist bisher nicht erschienen. Seit dem 24. März 2020 ist der Film in HD auf Deutsch, Englisch, Italienisch und Spanisch bei Disney+ abrufbar.